# Sterre Herstel
Sterre Herstel (Den Haag, 27 november 1995) is een Nederlands actrice. Ze is vooral bekend geworden door haar rollen in de series Knofje en Evelien
In 2010 besloot ze om met acteren te stoppen en begon in 2015 haar studie Culturele Antropologie en Ontwikkelingssociologie aan de Universiteit van Amsterdam. In de Volkskrant omschreef ze de relatie tussen acteren en antropologie: 'Na mijn middelbare school heb ik antropologie gestudeerd. Ergens is dat hetzelfde als acteren: je verdiept je in iemand, je probeert die te begrijpen en vervolgens draag je dat uit'. Sinds 2018 werkt ze voor interdisciplinaire kunstprojecten.

## Filmografie
- Knofje, als Knofje (2001)
- In Oranje, als Suzan van Leeuwen (2004)
- Engel en Broer, als Engel (2004)
- Leef!, als Anne (2005)
- Evelien (televisieserie), als Regina van Brakem (2006)
- Bloedbroeders, als Erika Bakker (2008)
- Verborgen Verhalen, aflevering Superheld, als Sjaak (2010)

Daarnaast was Sterre Herstel in 2008 te zien in een reclamespotje van SIRE. Hierin wijst ze zichzelf terecht omdat ze te laat thuis is gekomen. De boodschap van het spotje, is dat kinderen niet voor zichzelf horen te zorgen en dat pleegouders daarom bijzonder nodig zijn. 